# 納利瓦伊基夫卡
50°29′6″N 29°43′6″E / 50.48500°N 29.71833°E
納利瓦伊基夫卡（烏克蘭語：Наливайківка）是位於烏克蘭北部的村莊，由基辅州布恰区的馬卡里夫市鎮負責管轄。該村始建於1506年，面積0.48平方公里，海拔高度170米，2001年人口876，人口密度每平方公里1,813.7人。